# Natalio
Natalio è un distretto del Paraguay, nel dipartimento di Itapúa. Il suo centro urbano più importante, che funge da capoluogo del distretto, ha il nome di Virgen de Fátima.

## Popolazione
Al censimento del 2002 l'intero distretto di Natalio contava 19.456 abitanti. La località di Virgen de Fátima, la più importante del distretto, contava invece una popolazione urbana di 2.266 abitanti.

## Storia
Natalio fu fondata nel 1967 da alcuni coloni arrivati in cerca di nuove terre da coltivare. Nel 1974 fu elevata al rango di distretto con il nome di Domingo Robledo in onore ad un amico, già deceduto, di Alfredo Stroessner. Alla caduta della dittatura di quest'ultimo, nel 1989 il distretto riprese il nome originario di Natalio.